# Tricyrtis nana
Tricyrtis nana är en liljeväxtart som beskrevs av Ryôkichi Ruôkichi Yatabe. Tricyrtis nana ingår i släktet skuggliljor, och familjen liljeväxter. Inga underarter finns listade.